# Nesta atlantica
Nesta atlantica är en snäckart som beskrevs av Farfante 1947. Nesta atlantica ingår i släktet Nesta och familjen nyckelhålssnäckor. Inga underarter finns listade i Catalogue of Life.